# Hang the DJ (Black Mirror)
"Hang the DJ" é o quarto episódio da quarta temporada da série de antologia Black Mirror. Foi escrito por Charlie Brooker e dirigido por Tim Van Patten. O episódio foi exibido pela primeira vez pela Netflix, junto com o resto da quarta temporada, em 29 de dezembro de 2017.
Amy (Georgina Campbell) e Frank (Joe Cole) são duas de muitas pessoas em um Sistema que são instruídos por uma companheira digital, a Assistente (voz de Gina Bramhill), em relacionamentos românticos com os outros. A assistente determina quanto tempo os parceiros podem gastar juntos, coleta seus dados e os ajuda a encontrar sua "alma gêmea". Amy e Frank só são organizados por um curto período de tempo, antes de serem emparelhados com os outros. Depois de alguns breves encontros, Amy e Frank percebem que se apaixonaram e tentam se rebelar contra a Assistente e o Sistema.

## Enredo
Frank (Joe Cole) é instruído pela "Assistente", um sistema de inteligência artificial instalado em um pequeno tablet circular, para ir para o "Hub", um grande prédio semelhante a um shopping. Frank vai para um restaurante no Hub, onde ele é acompanhado por Amy (Georgina Campbell), que também está acompanhando as instruções da assistente. Lá, os dois se admitem que esta é ambas as primeiras vezes no "Sistema", que determina quais relacionamentos românticos seus usuários entrarão, e por quanto tempo. Amy e Frank checam seus tablets, que diz que eles só têm 12 horas restantes em seu relacionamento.
Amy e Frank são levados para uma casa numerada, passando uma parede circundante no caminho. Eles conversam, então dormem um ao lado do outro, se despedindo na manhã seguinte depois que seus tablets de contagem do tempo de relacionamento zera. Em conversas separadas com a Assistente, é revelado que o Sistema entra usuários em vários relacionamentos e coleta dados neles para combinar o usuário com sua "alma gêmea" no "dia da união" do usuário, o que ele faz com um alegado de 99,8 por cento de certeza.
Amy recebe um relacionamento de nove meses com Lenny (George Blagden), uma atraente "mão velha" no sistema. Frank é atribuído a um relacionamento de um ano com Nicola brusco (Gwyneth Keyworth).
Amy e Frank se reconectam em uma celebração do dia da união, que eles acompanham com seus respectivos parceiros. Após esse encontro, Amy começa a se distanciar de Lenny. Quando seu relacionamento com Lenny expira, Amy é atribuída a uma série de relações curtas, que ficam cada vez mais sem sentido. Quando o relacionamento de Frank com Nicola expira, Amy e Frank são mais uma vez combinados um com o outro e prometem não verificar a duração de sua relação.
À medida que o relacionamento de Amy e Frank continua, Frank fica distraído pelo fato de seu relacionamento ter uma data final definida. Ele rompe sua promessa com Amy e verifica seu tablet para ver quanto tempo eles deixaram. O tablet exibe inicialmente um período de cinco anos, mas recalibra para períodos de tempo mais curtos e curtos. A Assistemte informa Frank de que sua "observação unilateral" do prazo de validade reduziu o relacionamento dele e Amy. O tablet eventualmente se instala em 20 horas. No dia seguinte, Amy confronta Frank com seu comportamento distraído. Frank admite que ele verificou seu prazo de validade e diz a Amy que só teriam mais uma hora. Os dois argumentam, com Frank sugerindo que eles escalam o muro circundante e escapar do sistema, e são abordados por um guarda de segurança carregando um Taser. Amy deixa Frank, irritada com ele por quebrar sua promessa e "quebrar" seu relacionamento.
Depois de outra série de relações indistinguíveis, a assistente informa Amy que seu último par foi encontrado, e que sua união será no dia seguinte. A assistente diz a Amy que seu último lance é alguém que Amy nunca conheceu antes e dá a Amy a chance de se despedir de uma pessoa de sua escolha. Amy escolhe dizer adeus a Frank, então joga seu tablet em uma piscina. Os dois se encontram no restaurante Hub, onde Amy confirma com Frank que nenhum deles se lembra de como eram suas vidas antes de entrarem no Sistema. Ela diz a Frank que eles devem estar passando por um teste, e que a rebelião contra o sistema faz parte de passá-lo. Um guarda de segurança com um Taser tenta detê-los quando eles saem, mas Amy congela o guarda, junto com o resto das pessoas no Hub. Os dois correm para a parede e escalam. À medida que escalam, as luzes abaixo deles saem e a escuridão pixelada envolve tudo, revelando que eles estavam em um tipo de simulação. Amy e Frank reaparecem em uma praça virtual com o número 998 acima de suas cabeças, cercado por centenas de outros casais Amy e Frank. Acima deles, o texto do videogame anuncia que foram executadas 1000 simulações, com rebeliões ocorrendo em 998 delas.
No "mundo real", revela-se que o Sistema e suas simulações faziam parte do algoritmo de uma aplicação de encontros on-line, já que o aplicativo em seus telefones corresponde ao mundo real Amy e Frank, com certeza de 99,8%. Amy e Frank sorriem um para o outro, enquanto "Panic (canção de The Smiths)" de The Smiths toca no fundo, e Amy começa a se aproximar Frank.

## Produção
Enquanto a primeira e a segunda temporada de Black Mirror foram exibidas pelo Channel 4 no Reino Unido, em setembro de 2015, a Netflix encomendou a série para 12 episódios e, em março de 2016, comprou os direitos de distribuição da terceira temporada, por US$ 40 milhões. A encomenda dos 12 episódios foi dividida em duas temporadas de seis episódios cada.
De acordo com Annabel Jones, a cocriadora da série, "Hang the DJ" pretendia refletir sobre o estado do namoro no presente e o "senso geral de solidão". Um desafio com o episódio foi manter a reviravolta–que a maioria dos eventos aconteceu dentro de uma simulação de computador–pouco claro até o final, mas ainda fornecendo detalhes suficientes para que o espectador esteja ciente de que algo estava fora do comum. Outro aspecto que Brooker e seus editores discutiram foi quanto tempo durar a relação semi-permanente entre Amy e Frank, que finalmente se estabeleceram em cinco anos. Brooker disse que quando Frank descobre esse período de tempo que "não é uma notícia devastadora, mas não é para sempre" para que ele pensasse "'Ok, isso é uma quantidade razoável de tempo para um relacionamento sério, um vínculo sério'".

### Marketing
Em maio de 2017, um post do Reddit anunciou não oficialmente os nomes e diretores dos seis episódios da quarta temporada de Black Mirror.  O primeiro trailer da série foi lançado pela Netflix em 25 de agosto de 2017 e continha os seis títulos dos episódios.
A partir de 24 de novembro de 2017, a Netflix publicou uma série de cartazes e trailers para a quarta temporada do programa, denominado "13 Days of Black Mirror". Em 6 de dezembro, a Netflix publicou um trailer com uma amálgama de cenas da quarta temporada que anunciou que a série seria lançada em 29 de dezembro.

## Recepção
O episódio recebeu elogios da crítica por sua história simples e satisfatória e as performances de Campbell e Cole. Críticos elogiaram as tecnologias Tinder e Siri exploradas ao longo do episódio e seu final. Alguns compararam o episódio com o tom de elevação de San Junipero.
No Rotten Tomatoes o episódio recebeu uma avaliação de 91% de aprovação com uma classificação média de 8,8/10, sob o consenso de que: "[o episódio é] Surpreendentemente doce e satisfatoriamente leve, "Hang the DJ" adiciona uma dose bem-vinda de otimismo ao cânon do Black Mirror."